# Hållviksjöns naturreservat
Hållviksjöns naturreservat är ett naturreservat i Norrtälje kommun i Stockholms län.
Området är naturskyddat sedan 2021 och är 31 hektar stort. Naturreservatet ligger omkring Hållviksjön nordväst om Edsbro och består av grandominerad naturskog.